# John Bennet Lawes

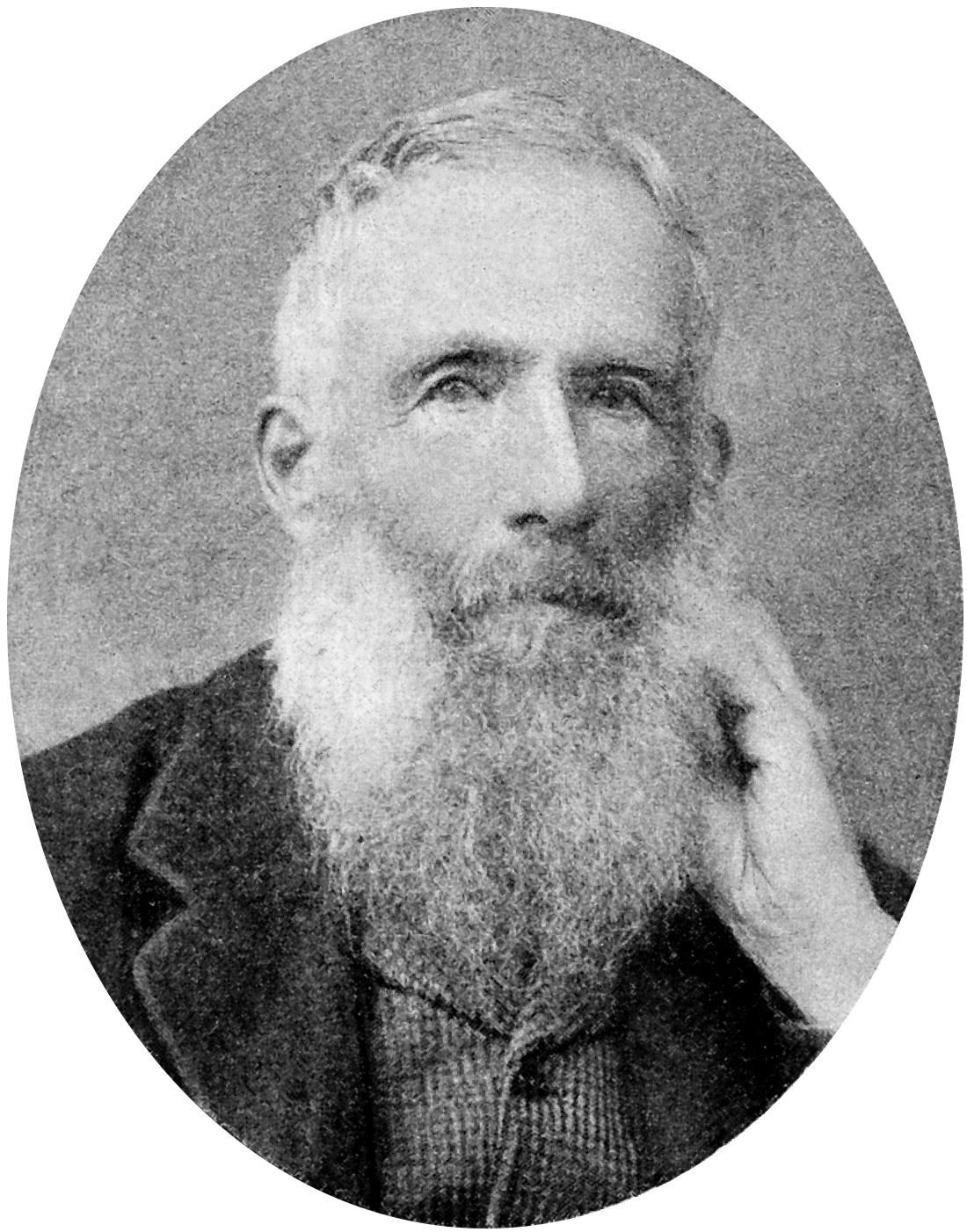
John Bennet Lawes

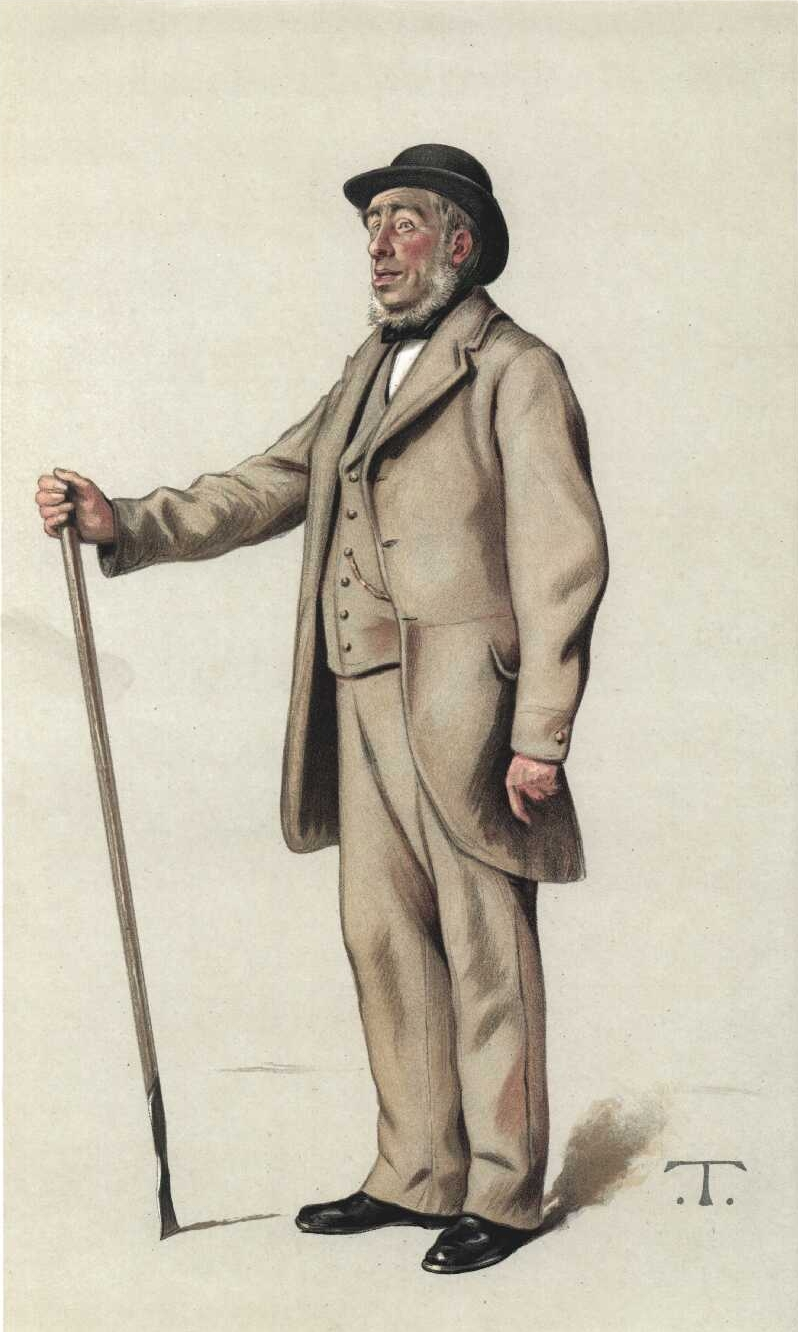
Caricature from Vanity Fair, 8 juli 1882

John Bennet Lawes (28 december, 1814 - 3 augustus, 1900) was een Engels entrepreneur en landbouwkundig wetenschapper. Hij richtte een proefboerderij op in Rothamsted, waar hij superfosfaat ontwikkelde, hetgeen het begin betekende van de ontwikkeling van de chemische kunstmestindustrie.
John Bennet Lawes werd geboren in Rothamsted nabij St Albans in Hertfordshire, als de enige zoon van John Bennet Lawes sr., eigenaar van het Rothamsted landgoed en heer van het riddergoed Rothamsted, bestaande uit meer dan 1000 acres (4 km²). Hij volgde een opleiding aan het Eton College en aan het Brasenose College in Oxford. 
Net voordat hij Oxford in 1832 verliet, kreeg Lawes een grote belangstelling voor het kweken van medicinale planten op het Rothamsted landgoed, dat hij reeds in 1822 had geërfd na de dood van zijn vader. Omstreeks 1837 begon hij met experimenten om het effect op potplanten te onderzoeken bij het gebruik van diverse soorten bemestingen. Ongeveer twee jaar later werden de experimenten uitgebreid met veldgewassen. 
Een van zijn eerste resultaten die hij in 1842 patenteerde was een bemesting door middel van fosfaat behandeld met zwavelzuur en aldus werd de aanzet gegeven tot de eerste kunstmestindustrie. Nog in hetzelfde succesjaar riep hij de hulp in van de diensten van Joseph Henry Gilbert, waarmee hij voor meer dan een halve eeuw de experimenten met de kweek van de veldgewassen bestemd voor veevoer voortzette. Rothamsted werd beroemd bij de landbouwwetenschappers over de hele wereld. 
In 1854 werd Lawes gekozen tot lid van het Koninklijk Landbouwgenootschap, dat hem samen met Gilbert in 1867 vereerde met een koninklijke medaille. In 1882 werd hij benoemd tot baronet.
In het jaar voor zijn dood nam Lawes maatregelen om het bestaan van Rothamsted ook in de toekomst te verzekeren door voor dat doel en voor de oprichting van de "Lawes Agricultural Trust" een bedrag van £100,000 opzij te zetten. 